# الینور کبیر
الینور کبیر (به انگلیسی: Eleanor the Great) یک فیلم درام آمریکایی رو به اکران به کارگردانی اسکارلت جوهانسون (اولین کارگردانی) و نویسندگی توری کامن است. از بازیگران آن می‌توان به جون اسکوئیب، چیوتل اجیوفور، جسیکا هچت و ارین کلیمن اشاره کرد.
این فیلم اولین نمایش جهانی خود را در بخش «نوعی نگاه» در جشنواره فیلم کن ۲۰۲۵ تجربه خواهد کرد.

## فرضیه
یک زن ۹۰ ساله اهل فلوریدا، رفاقت غیرمنتظره‌ای را با یک دانشجوی ۱۹ ساله در شهر نیویورک آغاز می‌کند.

## بازیگران
- جون اسکوئیب در نقش النور مورگنشتاین
- چویتل اجیوفور
- جسیکا هِچت
- ارین کلیمن
- ویل پرایس
- گرگ کاستون

## تولید
در سپتامبر ۲۰۲۳، اعلام شد که اسکارلت جوهانسون اولین تجربهٔ کارگردانی خود را با فیلم «النور، نامرئی» بر اساس فیلمنامه‌ای از توری کامن تجربه خواهد کرد.
در فوریه ۲۰۲۴، جون اسکویب، چیوتل اجیوفور، جسیکا هکت و ارین کلیمن در نقش‌های نامشخص به جمع بازیگران پیوستند و ترایستار پیکچرز و سونی پیکچرز کلاسیکس برای اولین بار با هم همکاری کردند.
تصویربرداری اصلی در فوریه ۲۰۲۴ آغاز شد. مکان‌های فیلمبرداری شامل جزیره کانی بود. فیلمبرداری در ماه آوریل به پایان رسید.

## انتشار
در آوریل ۲۰۲۵، اعلام شد که النور کبیر بخشی از فهرست فیلم‌های بخش «نوعی نگاه» جشنواره فیلم کن ۲۰۲۵ خواهد بود که قرار است در ماه مه ۲۰۲۵ اکران شود.